# 천안신촌초등학교
천안신촌초등학교는 대한민국 충청남도 천안시 동남구에 있는 공립 초등학교이다.

## 학교 연혁
- 1998년 6월 19일: 개교
- 2004년 3월 1일: 천안수곡초등학교 분리
- 2009년 2월 20일: 제8회 133명 졸업
- 2009년 3월 1일: 21학급 편성
- 2010년 3월 1일: 21학급 편성
- 2010년 3월 12일: 병설유치원 개원
- 2011년 2월 17일: 제10회 123명 졸업
- 2011년 3월 1일: 21학급 편성
- 2012년 2월 16일: 제11회 졸업
- 2012년 3월 1일: 20학급 편성
- 2013년 2월 14일: 제12회 졸업
- 2013년 3월 1일: 19학급 편성
- 2014년 2월 14일: 제13회 졸업
- 2014년 3월 1일: 17학급 편성
- 2015년 2월 13일: 제14회 졸업
- 2015년 3월 1일: 18학급(특수 1학급) 편성, 병설유치원 1학급
- 2016년 2월 5일: 제15회 졸업
- 2016년 3월 1일: 17학급(특수 1학급) 편성, 병설유치원 1학급
- 2017년 2월 10일: 제16회 졸업
- 2017년 3월 1일: 14학급(특수 1학급) 편성, 병설유치원 1학급
- 2018년 2월 2일: 제17회 졸업
- 2018년 3월 1일: 15학급(특수 1학급, 다문화예비 1학급) 편성, 병설유치원 1학급

## 참고 자료
- 천안신촌초등학교 - 한국교육학술정보원 학교알리미